# 上海市浦东新区林苑小学
上海市浦东新区林苑小学開辦於1996年，是一所公辦小學，属於事業編制的教育類機構，主要承擔為6-11周歲兒童教育服務。

## 班級架構
現有25個教學班，學生860餘人。

## 師資
現有68名一线教师，其中中学高级教师占7％、小学高级教师占56％、市名师后备2人、区级骨干教师1人。

## 辦學理念
学校乘承“好学，求实，创新”的校风，坚持“令学生开心，让家长放心，使老师舒心”的办学理念围绕“为每一个学生的健康发展提供帮助”的办学目标，逐漸形成“关注每个孩子的全面发展；关注每个孩子的学习方式；关注每个学生的智能类型；关注每个学生的生活经验；关注每个学生的处境和感受”的办学特色，成为孩子乐学，好学動学的乐园。

## 獎項
教师先后获得全国、上海市青年教师教学比赛一等奖，教学技能比赛一等奖，在区各类教学比赛中获得等第奖，而学生在全国、市、区级教育署各类比赛中获得等第奖項几百个。